# Раутбарт, Владимир Иосифович
Влади́мир Ио́сифович Раутба́рт (3 апреля 1929, Николаев, УССР, СССР — 26 июля 1969, Москва, СССР) — советский режиссёр, актёр, заслуженный артист РСФСР (1958).

## Биография
Родился 3 апреля 1929 года в Николаеве (УССР). Практически сразу после его рождения семья переехала в Ленинград. В 1941 году, в 12 лет, вместе с матерью, Сарой Марковной Раутбарт, парикмахером, был эвакуирован из блокадного Ленинграда в село Большая Соснова Молотовской области, откуда они перебрались в г. Березники Пермской области. Его отец, Иосиф Самойлович Раутбарт (1897—1941), 22 июня 1941 года ушёл в ополчение и погиб 8 августа того же года; старший брат Борис (1921) воевал и вернулся живым.
В Березниках начал работать в эвакуированном из Ленинграда ТЮЗе рабочим сцены. В Ленинграде окончил 7 классов и больше нигде не учился, поскольку надо было работать, чтобы жить. Первый раз вышел на сцену в 14 лет, заменив заболевшего артиста. Руководство театра тут же зачислило его в штат актёром, поняв, что этот подросток — настоящий самородок.
После войны Раутбарт был приглашён в Омский театр музыкальной комедии (оперетты), а потом служил в Омске, в драматическом театре, где снискал немалую популярность у местной публики. В 29 лет он получил звание заслуженного артиста РСФСР. В возрасте 30 лет уехал в Москву, где работал в Московском драматическом театре имени Пушкина, Московском театре сатиры, в театре имени Ленинского комсомола (играл Мольера в спектакле, поставленном А. В. Эфросом), руководил литературным театром ВТО. Позже стал работать в «Москонцерте».
Непрерывно занимался поиском своего сценического образа, проводил театральные сценические эксперименты, ставил экспериментальные спектакли. Нередко выступал с литературными программами, приглашал принимать участие в этих вечерах студентов ГИТИСа.
Немного ролей сыграл в кино: дирижёр в «Семи няньках», иллюзионист в «Гранатовом браслете», профессор в «Операции „Ы“», где вместе с Виктором Павловым и Валерием Носиком, которые снимались в ролях студентов, разыграл сцену приёма экзаменов. Именно после этой роли приобрёл всесоюзную известность. Особенно популярной стала озвученная актёром роль Старухи Шапокляк в мультфильме «Крокодил Гена», где он также исполнил песню этой героини.
Скончался 26 июля 1969 года в Москве из-за разрыва аорты. Похоронен на Введенском кладбище (5 уч.).

## Личная жизнь
- Жена — Эмма Моисеевна Раутбарт (1929—8.11.2019), педагог, библиотекарь, организатор клуба учителей г. Москвы, которым руководила даже после собственного 80-летнего юбилея.
  - Сын Александр (род. 1960), диетолог, занимается лечебным массажем
  - Дочь Елена (род. 1967), закончила медицинское училище в Москве, работает на столичной станции Скорой помощи

## Творчество

### Избранные роли в театре
Омский театр музыкальной комедии
- «Гусарская баллада» — Ржевский
- «Огоньки»
- «Холопка» — граф Кутаисов

Омский драматический театр
- «Доктор философии» Б. Нушича — Живота Цвийович
- «В старой Москве» В. Пановой — Александр Хлебников
- «Лгун» К. Гольдони — Лелио
- «Оптимистическая трагедия» Вс. Вишневского — Сиплый
- «Клоп» В. Маяковского — Присыпкин
- «Филумента Мартурано» Э. Де Филиппо — Доменико Сориано
- «Забытый друг» А. Салынского — Янушкин
- «Когда цветет акация» Н. Винникова — милиционер
- «Последняя остановка» Э.-М. Ремарка — Шмидт
- «Ученик дьявола» Дж. Б. Шоу — Ричард Даджен
- «Князь Мстислав Удалой» И. Прут — Лучин, полковник
- «Волки и овцы» А. Островского — Аполлон Викторович Мурзавецкий

Московский драматический театр имени Пушкина
- «Свиные хвостики» — Ржапек
- «День рождения Терезы»

Московский театр сатиры
- «Бидерман и поджигатели»
- «Тёркин на том свете» — редактор Гробгазеты
- 1965 — «Обыкновенный человек» (телеспектакль) — чиновник на пенсии
- 1968 — «Судьба играет человеком» (телеспектакль) — Николай Семижёнов, начальник аэропорта

Театр им. Ленинского комсомола (Ленком)
- «Мольер»

### Режиссёрские работы
Московский академический театр сатиры
- «Белый телефон»

Закулисный театр «Крошка»
- «В нашей школе всё в порядке»
- Литературный театр ВТО
- «В стране невыученных уроков»
- «Этой ночью в снегах»
- «Люблю, не зная любимого»
- «Казнь генерала Адамова»
- «Жаркое лето в Берлине»

### Роли в кино
- 1962 — Как рождаются тосты — пьяный сотрудник
- 1962 — Семь нянек — смешной дирижёр
- 1963 — Им покоряется небо — заикающийся инженер
- 1963 — Короткие истории — пан Ковальский
- 1964 — Зелёный огонёк — грузинский учёный
- 1964 — Гранатовый браслет — Альберто Прастерди, иллюзионист
- 1964 — Один день депутата Снорреброда
- 1965 — Операция «Ы» и другие приключения Шурика — профессор-«лопух»
- 1965 — Седьмой ход — дядюшка

### Мультфильмы
- 1969 — Крокодил Гена — Старуха Шапокляк
- 1970 — Самый главный — кузнец / сапожник (в титрах: И. Раутбарт)